# Phoenicoprocta flavipicta
Phoenicoprocta flavipicta là một loài bướm đêm thuộc phân họ Arctiinae, họ Erebidae.